# Base aérea de Ramstein

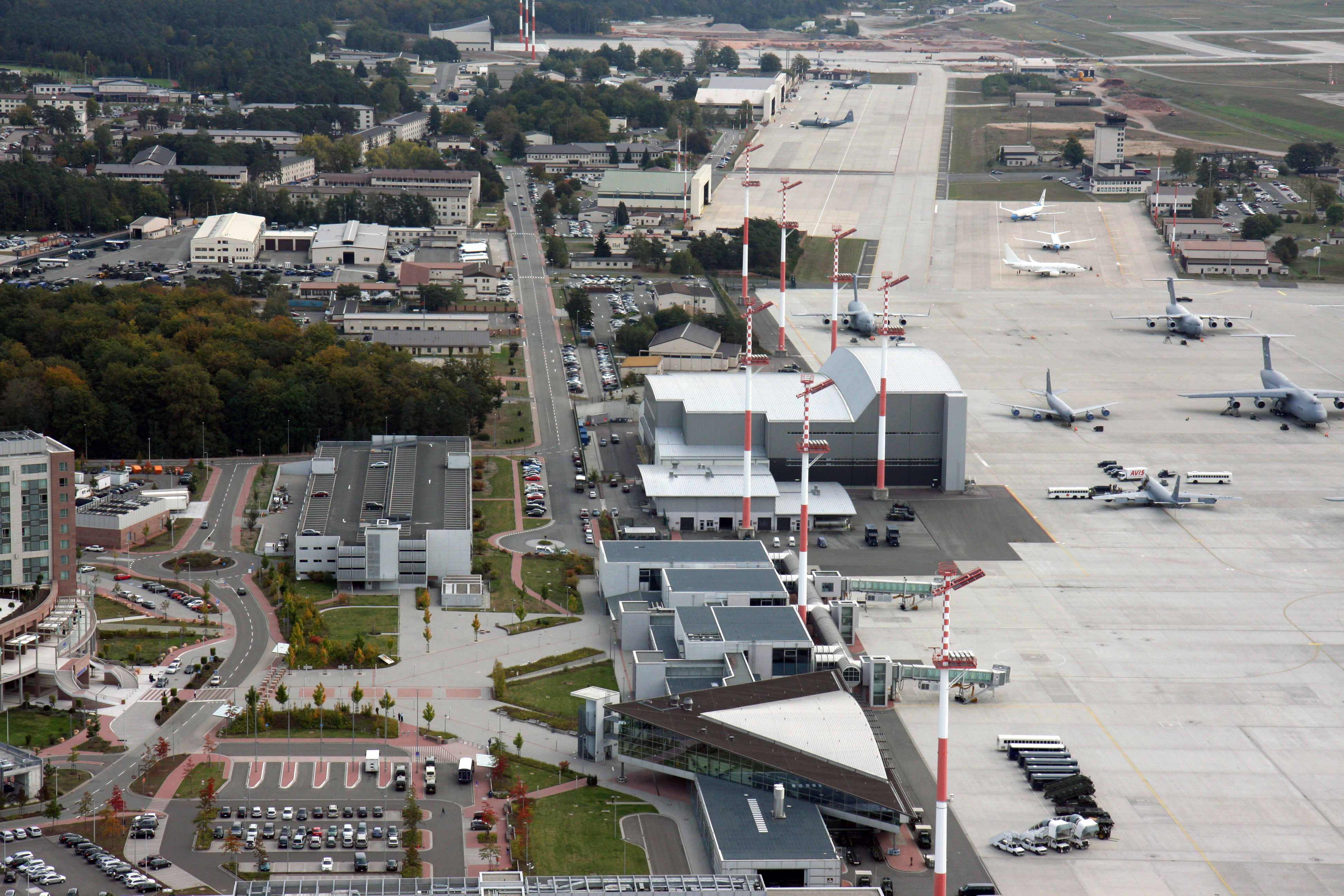
A base de Ramstein.

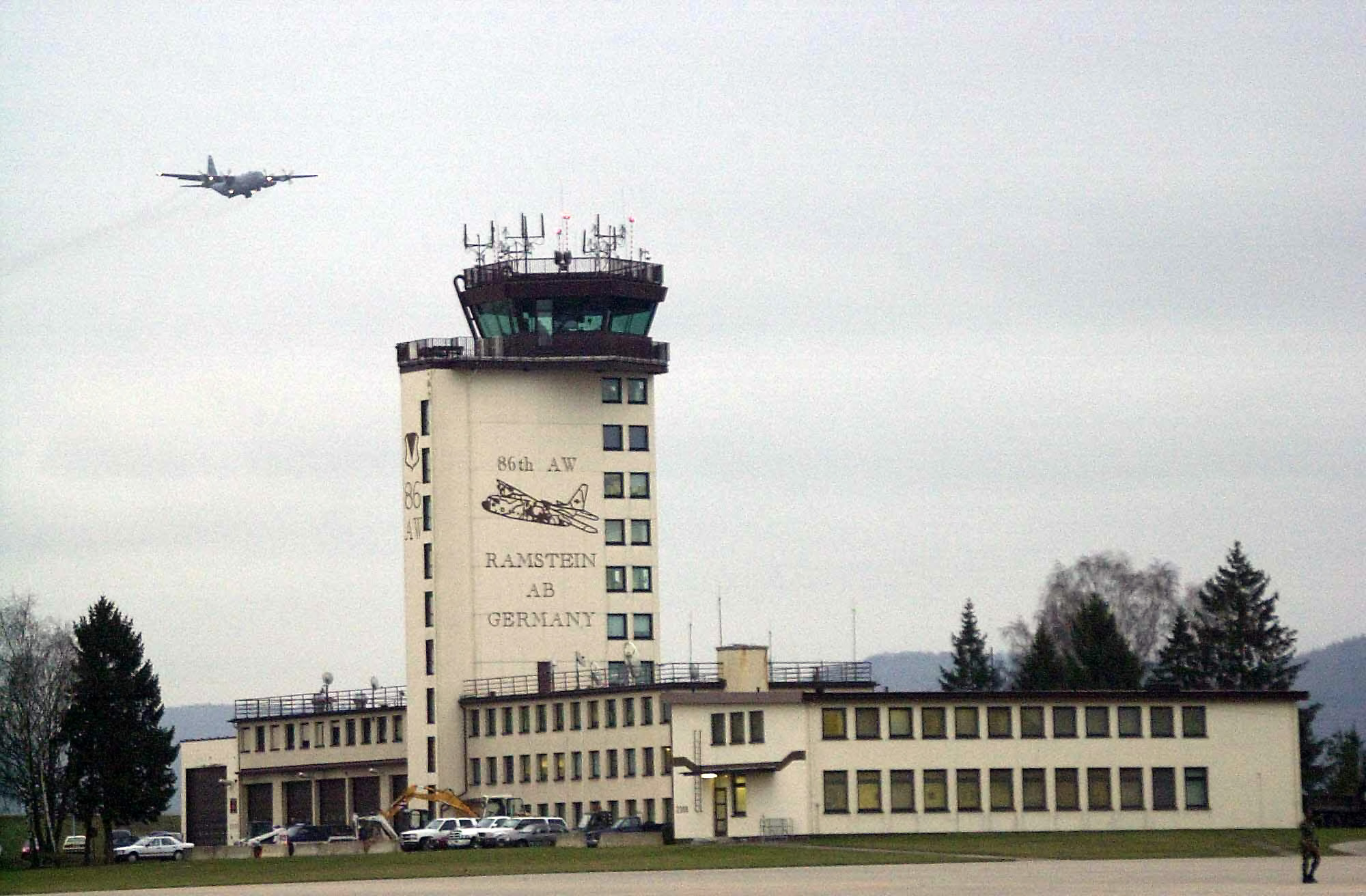
Um C-130 Hercules sobrevoando a torre de controle da Base Aérea de Ramstein.

A Base Aérea de Ramstein (em inglês:  Ramstein Air Base) (IATA: RMS, ICAO: ETAR) é uma base da Força Aérea dos Estados Unidos (USAF) localizada no estado alemão da Renânia-Palatinado. Ela serve como sede para a Força Aérea dos Estados Unidos na Europa (USAFE) e também é uma instalação da Organização do Tratado do Atlântico Norte (OTAN). A base aérea está localizada perto da cidade de Ramstein-Miesenbach, na zona rural de Kaiserslautern, na Alemanha.
O portão leste da Base Aérea de Ramstein está há cerca de 16 km de Kaiserslautern (localmente referida pelos estadunidenses como "K-Town"). Outras comunidades vizinhas civis incluem Ramstein-Miesenbach, fora do portão da base oeste, e Landstuhl, cerca de 4,8 km do portão oeste.
Além da USAF, a população da instalação inclui belgas, britânicos, canadenses, checos, dinamarqueses, neerlandeses, franceses, alemães, italianos, noruegueses e polacos.
A base aérea ficou tristemente célebre em 1988 devido ao desastre de Ramstein, grave acidente ocorrido durante um festival aéreo, no qual morreram 70 pessoas e ficaram feridas cerca de 500.